# Вибори польсько-литовського короля 1733
Польсько-литовські королівські вибори 1733 року були виборами для визначення нового кандидата на польсько-литовський престол.

## Історія
1 лютого 1733 року у Варшаві помер король польський і великий князь литовський Август II Сильний, залишивши Річ Посполиту без монарха. Необхідні були чергові королівські вибори. Цього разу польсько-литовська шляхта рішуче виступила проти іноземного кандидата, такого як португальський інфант Мануель, граф Урем, якого підтримували Російська імперія та імперія Габсбургів (див. Договір трьох чорних орлів).

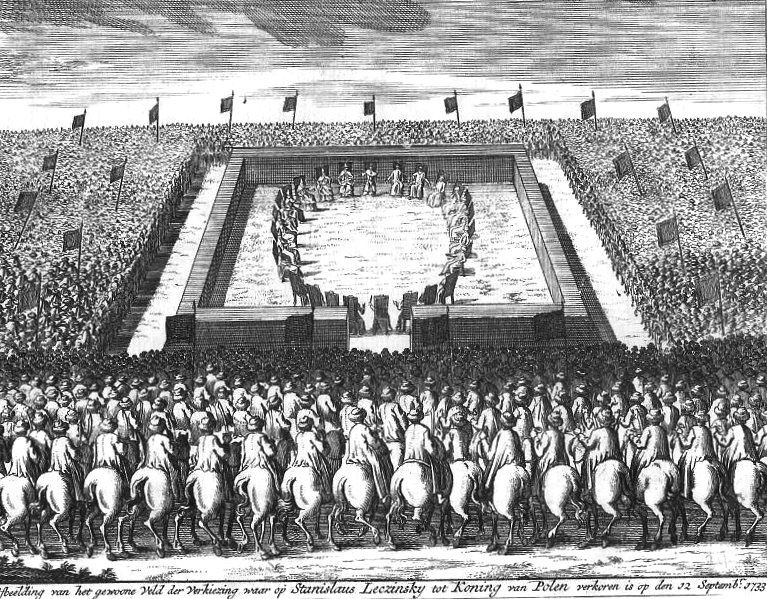
Обрання Станіслава I Лещинського в 1733 році

Під час конвокаційного сейму (червень 1733 р.) примас Польщі інтеррекс Теодор Потоцький запропонував, щоб жодна іноземна кандидатура навіть не розглядалася під час виборів. Цю пропозицію прийняли дві наймогутніші магнатські родини: Потоцькі та Чарторийські. Крім того, консервативна римо-католицька знать заборонила протестантам займати всі державні посади. У світлі цих подій найбільш очевидним кандидатом став колишній король Станіслав Лещинський. Самого Лещинського не дуже добре пам'ятали в Речі Посполитій, оскільки під час свого правління (1704—1709) він був маріонеткою Шведської імперії, а після Полтавської битви покинув Річ Посполиту. У 1725 році його донька Марія вийшла заміж за Людовика XV, короля Франції, і стала королевою-консортом Франції та Наварри. Внаслідок цього шлюбу популярність Лещинського серед польської шляхти була широко поширеною, оскільки існували надії, що його обрання підніме міжнародне становище країни та покладе край внутрішнім суперечкам у Речі Посполитій. Водночас двори у Відні, Петербурзі та Берліні виступили проти профранцузького Лещинського, побоюючись, що це посилить Францію.

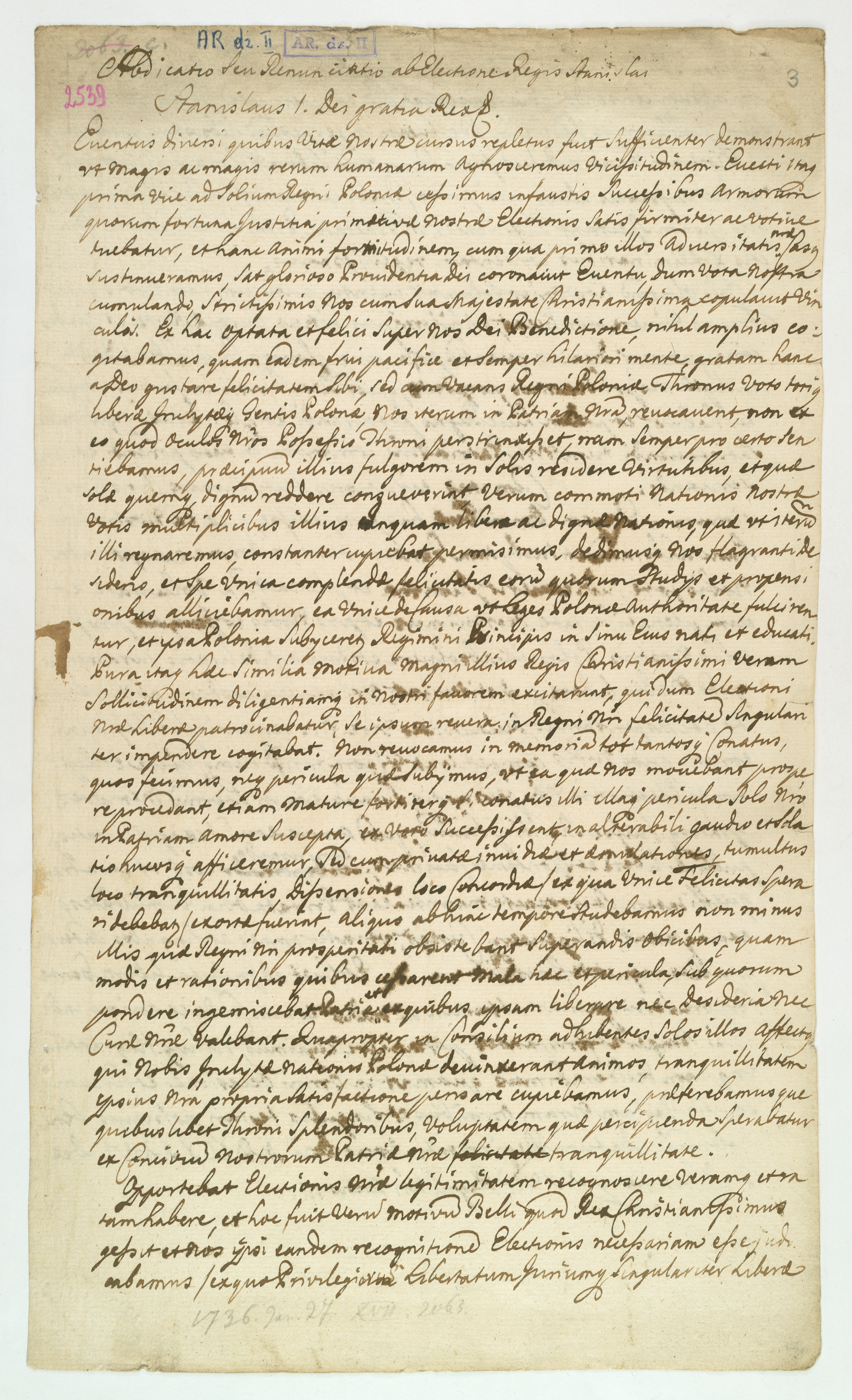
Акт зречення Станіслава І Лещинського.

У липні 1733 року Лещинський з'явився у Версалі, а незабаром після цього Франція зібрала військово-морські сили, які мали переправити поляка з Бреста до Гданська. Ці приготування, однак, були хитрістю кардинала Андре-Еркюля де Флері, який не хотів ризикувати конфліктом з Англією. Тому Лещинський під виглядом купця на ім'я Ернест Бромбек у супроводі офіцера французької армії Дандело дістався до Польщі сухопутним шляхом після подорожі через Німеччину.
12 вересня 1733 року шляхта, що зібралася у Волі під Варшавою, новим королем Польщі обрала Лещинського. Під час всенародного голосування він отримав підтримку 13 500 виборців. Цю звістку в Парижі сприйняли з радістю, але невдовзі після виборів новому королю довелося тікати до Гданська, де він чекав на військову допомогу Франції. Лещинський побоювався 30-тисячної російської армії, яка на початку серпня увійшла до Речі Посполитої. Росіяни організували окремі королівські вибори (5 жовтня), де за Августа III, сина Августа II Сильного, проголосувало лише 1000 виборщиків. Ці події ознаменували початок великого європейського конфлікту, відомого як Війна за польську спадщину.
Громадянська війна спалахнула і в Речі Посполитій. Російська армія захопила Краків, де 17 січня 1734 року відбулася коронація Августа III. Зрештою російські та саксонські війська розбили прихильників Лещинського (див. Облога Гданська (1734)), а в 1736 році пацифікаційний сейм підтвердив вступ Августа III на польський престол.

## Претенденти

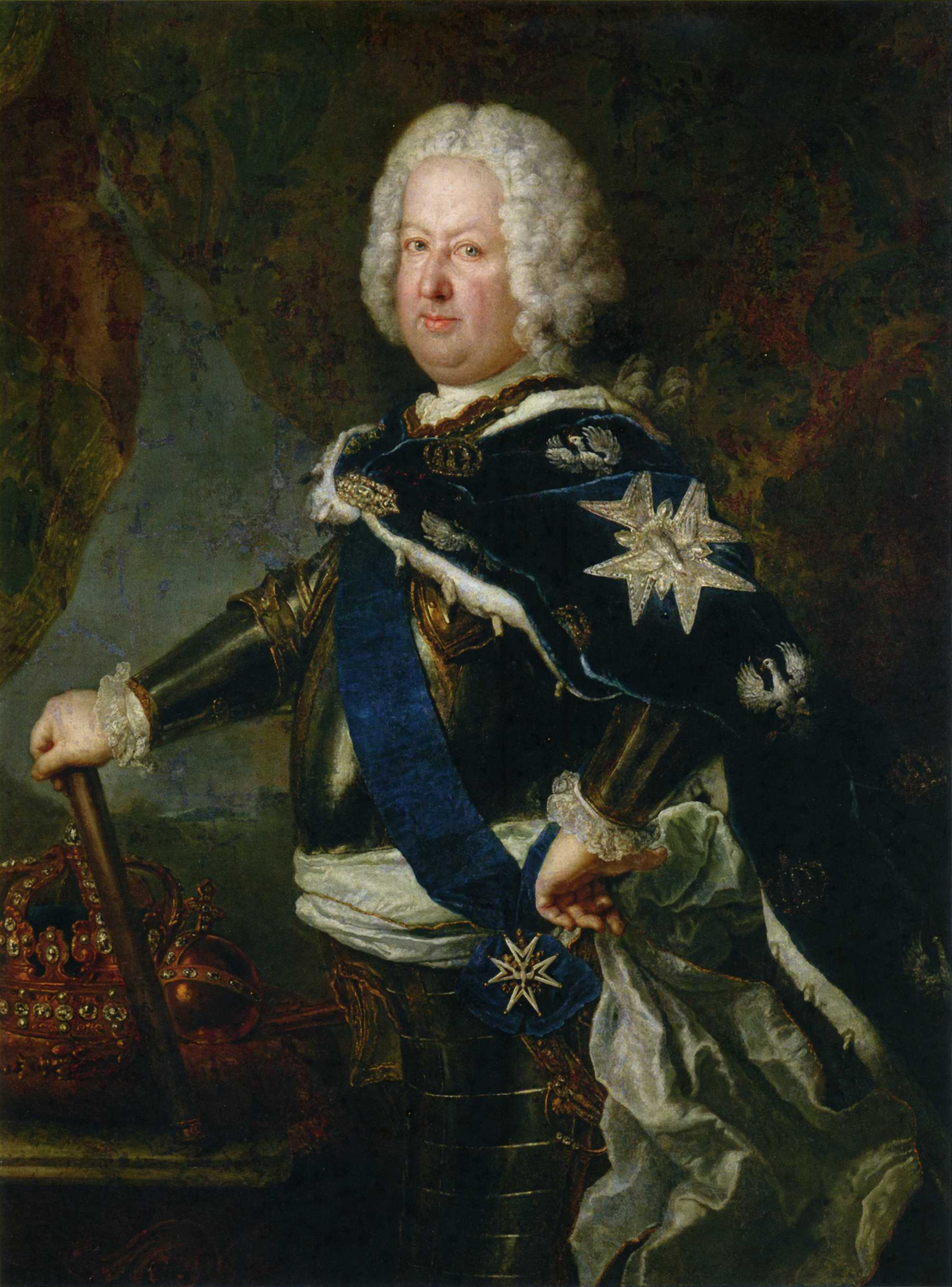
Колишній король Станіслав І
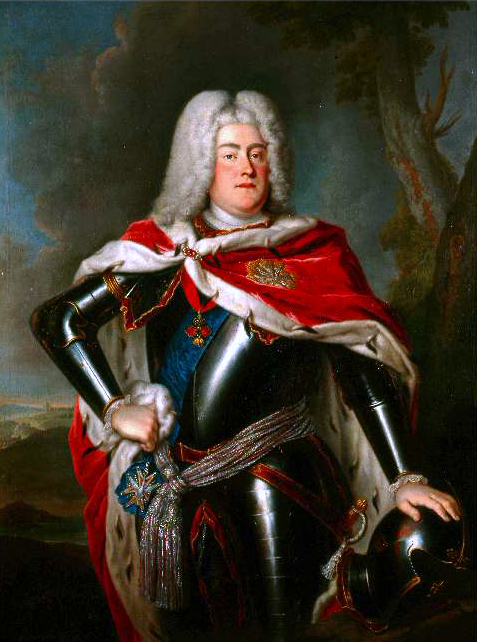
Август Саксонський
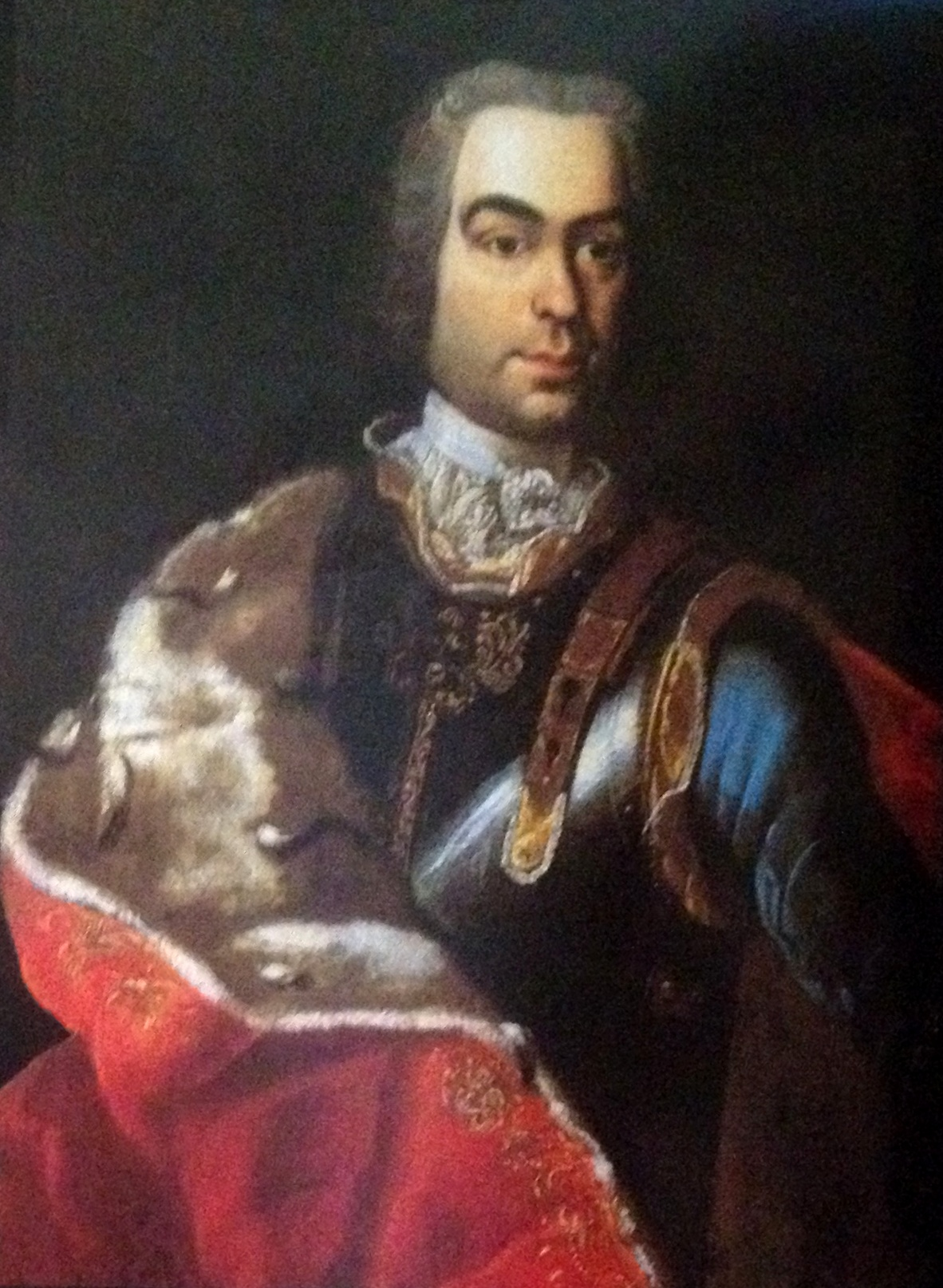
Мануел Португальський